# Erwin Iserloh
Erwin Iserloh (* 15. Mai 1915 in Ruhrort, heute Duisburg-Beeck; † 14. April 1996 in Münster) war ein römisch-katholischer Kirchenhistoriker und Ökumeniker.

## Leben
Erwin Iserloh wurde entscheidend durch den Widerstand gegen den Nationalsozialismus geprägt. Er war Mitglied im Bund Neudeutschland (ND), einem nach dem Ersten Weltkrieg gegründeten Verband der katholischen Jugendbewegung, und beteiligte sich am Kampf gegen die Hitlerjugend  (HJ).
Nach dem Theologiestudium in Münster empfing Iserloh 1940 durch Bischof Clemens August von Galen im Dom zu Münster die Priesterweihe. Anschließend konnte er bei Joseph Lortz, dem Pionier einer neuen katholischen Lutherforschung, eine reformationsgeschichtliche Dissertation anfertigen. 1942 wurde Iserloh zum Präses in der „Knabenerziehungsanstalt St. Josefshaus“ bei Wettringen ernannt. Er beaufsichtigte seelsorgerlich mehrfach straffällig gewordene schwierige Jugendliche im Alter von 16 bis 21 Jahren im Heidhof. Diese geschlossene Abteilung war von den anderen Zöglingsgruppen isoliert in einem eigenen Gebäude untergebracht. Dabei setzte er die illegale Jugendarbeit im Münsterland fort. Von der Gestapo wegen „Fortführung illegaler Verbände und Wehrkraftzersetzung“ angeklagt, tauchte er in Appelhülsen im Martinistift unter. Denn entgegen der Meinung seines Bischofs von Galen, das NS-Regime führe einen legitimen Krieg gegen den gottlosen Bolschewismus, wollte er sich nicht freiwillig zur Wehrmacht melden, nur um so der Einweisung in ein Konzentrationslager zu entgehen.
Im Dezember 1942 erhielt er den Gestellungsbefehl zur 5./Sanitätsabteilung 6 in Soest als Krankenträger. Am 1. September 1943 wurde Iserloh als Sanitätskraftwagenfahrer an die Ostfront beordert, wo er auch als Priester wirkte. Der sowjetischen Gefangenschaft entging er durch einen Fronturlaub im Juni 1944. Im Oktober 1944 war er wieder an der Front bei einem Krankenkraftwagenzug im südlichen Masuren. Am 22. März 1945 wurde er in Rosenberg, dem Hafen von Heiligenbeil, verwundet und beim Versuch, das Schiff nach Pillau am Fähranleger zu erreichen, von seinem Bruder Lothar gerettet. Er kam mit einem Verwundetentransport nach Swinemünde und danach nach Heringsdorf in ein Kriegslazarett. Danach wurde er in das Reservelazarett II in Helmstedt verlegt.
Im Juni 1945 wurde Iserloh auf Anordnung der britischen Militärregierung in das Reservelazarett St. Josefshaus bei Wettringen verlegt. Nach seiner Genesung übernahm er dort die Leitung einer Gruppe von schulentlassenen Jungen. Im November 1945 wurde er Hausgeistlicher im Kloster zum Heiligen Kreuz in Freckenhorst (Kreis Warendorf). 1947 ging er zum Weiterstudium nach Rom an das Priesterkolleg am Campo Santo Teutonico. Dort war er Schüler von Hubert Jedin, bei dem er sich 1951 in Bonn habilitierte. Für Jedins mehrbändiges Handbuch der Kirchengeschichte verfasste später Iserloh die Kapitel über die Reformation (Band 4, 1. Teil).
Iserloh lehrte Kirchengeschichte, von 1954 bis 1964 an der Theologischen Fakultät Trier und von 1964 bis zu seiner Emeritierung 1983 in Münster, wo er zunächst Direktor des Katholisch-Ökumenischen Instituts der Westfälischen Wilhelms-Universität wurde.
Iserloh wurde 1968 zum ordentlichen Mitglied der Historischen Kommission für Westfalen  gewählt, deren Vorstand er ab 1978 angehörte. Zwischen 1982 und 1990 war er stellvertretender Vorsitzender der Kommission.
Zwischen 1979 und 1989 war er Vereinsdirektor des Vereins für Geschichte und Altertumskunde Westfalens, Abt. Münster.
Von 1976 bis 1990 war Iserloh Residierender Domkapitular in Münster. Er wurde auf dem Domherrenfriedhof am Dom zu Münster im Innenhof des Kreuzgangs beerdigt.

## Leistungen
Iserlohs Forschungsschwerpunkte waren das Spätmittelalter, die Geschichte der Reformation und der Gegenreformation. Aufsehen erregte seine Behauptung, dass Luthers Thesenanschlag an der Schlosskirche in Wittenberg am 31. Oktober 1517 in der überlieferten Form nie stattgefunden habe. Dabei stellte der gute Kenner des Lebens und der Werke Martin Luthers jedoch nicht die Authentizität der 95 Thesen selbst in Frage.
Iserloh gab die Schriftenreihen Corpus Catholicorum, Katholisches Leben und Kirchenreform und Reformationsgeschichtliche Studien und Texte heraus, die sich mit katholischen Theologen des 16. Jahrhunderts beschäftigt; ferner die Schriften und Briefe des katholischen Sozialreformers Wilhelm Emmanuel von Ketteler. Er war Mitherausgeber der Zeitschriften Theologische Revue und Catholica, ferner Mitglied im Beirat des Johann-Adam-Möhler-Instituts in Paderborn und in der Kommission für Zeitgeschichte in Bonn sowie Berater der Ökumene-Kommission der Deutschen Bischofskonferenz.

## Schriften (Auswahl)
- Die Eucharistie in der Darstellung des Johannes Eck: Ein Beitrag zur vortridentinischen Kontroverstheologie über das Messopfer. Aschendorff, Münster 1950 (Dissertation 1942), online: unifr.ch abgerufen am 12. Februar 2013
- Gnade und Eucharistie in der philosophischen Theologie des Wilhelm von Ockham: Ihre Bedeutung für die Ursachen der Reformation. Steiner, Wiesbaden 1956 (Habilitation), online: unifr.ch abgerufen am 12. Februar 2013
- Luthers Thesenanschlag, Tatsache oder Legende? Steiner, Wiesbaden 1962
- Luther zwischen Reform und Reformation. Der Thesenanschlag fand nicht statt. Münster 1966, 1968 (3. Auflage)
- Luther und die Reformation. Aschaffenburg 1974
- Geschichte und Theologie der Reformation. Paderborn 1980, 4. Aufl. 1998
- Kirche – Ereignis und Geschichte. Aufsätze und Vorträge. Aschendorff, Münster 1985
- Lebensrückblick. In: Römische Quartalschrift für christliche Altertumskunde und Kirchengeschichte 82 (1987), S. 15–43, unifr.ch